# Zdzisław Kamiński (inżynier)
Zdzisław Sulima Kamiński, ps. „Kazet” (ur. 17 grudnia 1862 w Rymanowie, zm. 29 stycznia 1920 w Krakowie) – polski inżynier górniczy, urzędnik, literat.

## Życiorys
Urodził się 17 grudnia 1862 w Rymanowie. Uzyskał wykształcenie w gimnazjum we Lwowie. Studiował na Akademii Górniczej w Loeben, otrzymując dyplom inżyniera górniczego. Pracował w Wieliczce, Bochni, Delatynie, Łańczynie, a finalnie jako radca górniczy w Dyrekcji Salinarnej w Krakowie.
Jako literat pisał pod pseudonimem „Kazet” dla pisma „Szczutek”. Tworzył nowele górnicze. jedna z nich pt. W podziemiach została nagrodzona w konkursie. Stworzony razem z H. Zbierzchowskim dramat pt. W mroku z 1903 otrzymał nagrodę w konkursie C. K. Wydziału Krajowego w tym samym roku. W 1907 wydano W królestwie nocy: Nowele górnika jego autorstwa. Podczas I wojny światowej napisał sztukę wierszowaną pt. Najazd, na kanwie historii legionowej, który uyskała uznanie i była wielokrotnie wystawiana, także po odzyskaniu przez Polskę niepodległości. Tworzył także satyry dla różnych pism. Należał do Syndykatu Dziennikarzy Krakowskich.
Zmarł 29 stycznia 1920 w Krakowie na grypę hiszpankę. Został pochowany na cmentarzu Rakowickim w Krakowie. Miał syna Stanisława (także inżynier górniczy) i córkę.